# دي رونده فينن
دي رونده فينن De Ronde Venen  هي اٍحدى بلديات مقاطعة أوترخت بهولندا.

## طوبوغرافيا
خريطة طوبوغرافية هولندية لبلدية دي رونده فينن، يونيو 2015، (تقرأ بعد ثلاث نقرات على الخريطة).